# Якубовиці (Глубчицький повіт)
Якубовиці (пол. Jakubowice, нім. Jakubowitz) — село в Польщі, у гміні Браниці Глубчицького повіту Опольського воєводства. Населення — 140 осіб (2011).
У 1975—1998 роках село належало до Опольського воєводства.

## Демографія
Демографічна структура станом на 31 березня 2011 року:
|          | Загалом | Допрацездатний вік | Працездатний вік | Постпрацездатний вік |
| -------- | ------- | ------------------ | ---------------- | -------------------- |
| Чоловіки | 61      | 15                 | 39               | 7                    |
| Жінки    | 79      | 19                 | 41               | 19                   |
| Разом    | 140     | 34                 | 80               | 26                   |